# Call of Duty: Black Ops Declassified
Call of Duty: Black Ops Declassified è un videogioco sparatutto in prima persona del 2012, sviluppato da nStigate Games e pubblicato da Activision, per PlayStation Vita. È stato annunciato all'E3 2012.
Il gioco contiene una modalità giocatore singolo ed una multigiocatore e si colloca cronologicamente tra Call of Duty: Black Ops e il suo sequel, Call of Duty: Black Ops II.

## Modalità di gioco

### Giocatore singolo

#### Operazioni
Le vicende della campagna, denominata per l'occasione operazioni, sono un sequel diretto del primo Black Ops, ambientate esattamente negli anni tra il 1975 ed il 1982. Le missioni sono dieci e slegate tra loro; il giocatore impersona a volte Alex Mason a volte Frank Woods. Tre le difficoltà disponibili: soldato, esperto e veterano.
Nel 1990, poco dopo l'invasione di Panama, il ferimento di Woods, la morte di Jason Hudson e la presunta morte di Mason, un analista della CIA, Ryan Jackson, rivede dei fascicoli di missioni condotte dagli agenti speciali Mason e Woods sotto la supervisione di Hudson, nel periodo tra la morte di Dragovich e l'avvento di Raul Menendez.
Il 29 aprile 1975, alla vigilia della caduta di Saigon, Frank Woods torna in Vietnam per impedire all'Esercito Popolare del Vietnam di recuperare delle macchine con informazioni riservate, inoltre bisognerà salvare degli analisti della CIA presi in ostaggio dai nemici.
Nel 1976 Mason è inviato nella Germania Est per prendere contatto con un disertore della Stasi. Quest'ultimo è ucciso da sicari del KGB agli ordini del colonnello Belov, ma nonostante tutto Mason riesce a recuperare le informazioni e ad eliminare gli avversari, incluso Belov.
Nel 1977 Woods guida una squadra sul Monte Yamantau (dov'era ambientata una missione di Call of Duty Black Ops) per impedire al KGB di riavviare il progetto NOVA ed il lancio di un missile. Nonostante la perdita dei suoi compagni Woods riesce nella missione, anche a costo di contravvenire ad alcuni ordini di Hudson.
Nel 1979 Mason è inviato in Nicaragua per salvare un agente della CIA catturato dal KGB e coprirgli la fuga. Tre mesi dopo si ritrova in Afghanistan in una missione di sabotaggio ai danni dell'Armata Rossa che ha appena invaso il Paese.
Infine nel 1982 Mason è inviato in Nicaragua per eliminare il capo di un cartello di narcotrafficanti; si tratta proprio di José Julio Menendez. Il figlio, Raul, sopravvive al blitz e giura vendetta, anticipando così gli eventi che avverranno in Call of Duty Black Ops 2

#### Sfide a tempo
Sfide contro il cronometro all'interno di alcuni poligoni di tiro dove i bersagli saranno le classiche sagome di cartone, con differenziazione tra civili e avversari.

#### Ostili
Consiste in una sorta di sopravvivenza a continue e ripetute ondate di nemici di crescente intensità e difficoltà che vedranno il giocatore in azione in cinque diverse mappe prese direttamente dalla modalità multigiocatore.
Anche qui, così come nelle sfide a tempo, si verrà ricompensati con una valutazione da una a tre stelle, a seconda della propria performance misurata in numero di uccisioni o tempo impiegato a seconda della modalità.

### Multigiocatore
Call of Duty: Black Ops: Declassified offre al giocatore la possibilità di prender parte a partite multigiocatore giocate tramite connessione locali o direttamente online. Nelle prime, un massimo di quattro giocatori potranno affrontarsi direttamente tra loro senza che i punti esperienza accumulati o le statistiche di gioco vengano salvate sul proprio profilo. Nelle seconde, invece, una volta connessi alla rete, i giocatori potranno prender parte a dei match preesistenti o fare da host per gli stessi e affrontarsi in una delle quattro diverse modalità di gioco che il titolo offre, che sono:

#### Deathmatch a squadre
Due squadre composte da un massimo quattro giocatori ciascuna si affronteranno sino al raggiungimento di un determinato numero di uccisioni o allo scadere nel tempo in sei differenti ambientazioni.

#### Tutti contro tutti
Esattamente come il nome della stessa, in questa modalità i giocatori si affronteranno tutti contro tutti.

#### Uccisione confermata
Pressoché identica al deathmatch a squadre, con l'unica variante costituita dalla necessità di raccogliere le piastrine lasciate cadere a terra dal nemico una volta ucciso affinché l'azione venga convalidata.

#### Zona di lancio
Scopo dei giocatori sarà quello di conquistare alcune posizioni selezionate casualmente e a intervalli di tempo prestabiliti dal gioco.

## Accoglienza
Il gioco è stato aspramente criticato dalla maggior parte dei siti specializzati e dalle riviste, come GameRankings (33,20/100), Metacritic (32/100) e Game Informer, che definisce il gioco "assolutamente imbarazzante" rispetto agli altri capitoli della serie, a causa principalmente di una scarsa intelligenza artificiale, di una connessione instabile ed inaffidabile e di una campagna molto breve. Per quanto riguarda la critica italiana, SpazioGames dà al titolo 4/10, mentre Multiplayer.it 3/10.